# Centropappus
Centropappus es un género monotípico de plantas herbáceas perteneciente a la familia de las asteráceas. Su única especie: Centropappus brunonis, es originaria de Tasmania.

## Descripción
Es una planta rara endémica de Tasmania, donde se encuentra en la Cordillera de Wellington, y desconocida en otros lugares. Uno de los dos ejemplares del Monte Stewart estaba en declive y el otro estaba mostrando signos preocupantes. Los cortes fueron enviados de inmediato al Centro de Conservación de Plantas en Devon para la recuperación. Las nuevas plantas pretende garantizar la supervivencia de esta especie rara en el Monte Stewart y en otros jardines en las próximas décadas.

## Taxonomía
Centropappus brunonis fue descrita por Joseph Dalton Hooker   y publicado en London J. Bot. 6: 124. 1847
Sinonimia
- Brachyglottis brunonis (Hook.f.) B.Nord.
- Senecio brunonis (Hook.f.) J.H.Willis basónimo
- Senecio brownii F.Muell.
- Senecio centropappus F.Muell.[2][5]